# A zrodí se Nadace
A zrodí se Nadace (česky 1995), v anglickém originálu Forward the Foundation (1993), je vědecko-fantastický román, jehož autorem je Isaac Asimov. Jedná se o poslední sci-fi, které napsal před svou smrtí. Román byl vydán až po jeho smrti.
Kniha byla napsána jako poslední část série o Nadaci (Foundation series), chronologicky je druhá v pořadí (navazuje na knihu Předehra k Nadaci). Spojuje v sobě postavy série Nadace (Hari Seldon) a série o robotech (R. Daneel Olivaw). Kniha popisuje začátky pádu galaktického impéria za vlády císaře Cleona I. Nejde o jednolitý román, ale je rozdělena do několika příběhů, které na sebe volně navazují. Příběhy se odehrávají deset let po sobě a mapují život Hariho Seldona až do jeho smrti.
Z díla je patrno, že Isaac Asimov byl již velice nemocný, když tuto knihu psal (zemřel nedlouho po jejím dokončení). Zajímavostí je, že předlohou pro Seldonovu vnučku Wandu Seldon byla Asimovovi jeho dcera z prvního manželství Robyn Joan, která nyní žije v New Yorku.[zdroj?]
Česky vydalo knihu nakladatelství AND Classic v roce 1995.

## Námět
Zatímco se mocná Galaktická říše hroutí, Hari Seldon neúnavně pracuje se svým týmem na dokončení psychohistorie, vědy, která má zkrátit dobu chaosu a zajistit opětovný rozkvět lidského vědění. Avšak v očích některých lidí se psychohistorie jeví jako ideální prostředek k udržení moci...

## Obsah knihy
- Část I - Eto Demerzel
- Část II - Cleon I.
- Část III - Dors Venabili
- Část IV - Wanda Seldon
- Část V - Epilog

## Děj
Hari Seldon se po událostech, které se udály v knize Předehra k Nadaci, uchyluje na dvůr galaktického císaře Cleona I. Po odstoupení Eta Demerzela (R. Daneel Olivaw) se stává prvním ministrem císaře. Jeho rychlý vzestup ale nemohou přenést přes srdce někteří členové dvoru, a tak je na Seldona spáchán neúspěšný atentát. Od jisté smrti ho zachrání jeho žena Dors Venabili. Následuje série poprav, jaké císařský dvůr už dlouho nezažil. Dvorská šlechta však není jediná, kdo usiluje o život Seldona. Vládce Wye, jedné z nejsilnějších částí planety Trantoru, se pokusí Seldona zabít. Omámí drogami Seldonova syna Raycha a pošle ho Seldona zabít. Celé spiknutí odhalí tajná služba a atentátu je zabráněno. Při potyčce zemře již zmíněný vládce Wye.
V témže okamžiku se však v paláci udá mnohem důležitější věc – zahradník Mandell Gruber, který je nespokojený se svým povýšením, zavraždí císaře Cleona I. Celý incident má pro Seldona a celou Galaktickou říši nedozírné důsledky. Zahradník je sice popraven, Seldon ale ztrácí svou funkci ministra a císařství je nahrazeno vojenskou juntou, které vládnou armádní generálové. Následuje razantní omezení financí psychohistorického projektu. Většina lidí z projektu odchází a junta chce projekt dostat pod svou kontrolu, získá proto uvnitř projektu několik spiklenců proti Seldonovi. Ti mají ale nezdolnou překážku v Seldonově ženě (robotovi) Dors Venabili. Vyvinou tedy zbraň, která zničí pozitronový mozek robota. Dors sice na spiknutí přijde a zabije spiklence, ale její mozek je již velmi poškozen, a tak Dors umírá Seldonovi v náručí.
Junta je smetena vlnou demonstrací a je nahrazena těžkopádnou demokracií. Léta rozhazování penězi se začínají projevovat a Galaktická říše začíná upadat. Seldon se rozhodne založit dvě Nadace. Jedna má být složena výhradně z vědců a druhá z lidí, kteří jsou obdařeni zvláštními psychickými schopnostmi, jako je jeho vnučka Wanda Seldon. První Nadace je vykázána z Trantoru na okraj galaxie – na planetu Terminus. Druhá Nadace se potají skryje v útrobách trantorské univerzitní knihovny. Vývoj těchto Nadací popisuje Asimov v dalších částech Série o Nadaci. Celý psychohistorický plán je úspěšně zakončen, ale život Hariho Seldona končí nešťastně. Po zavraždění manželky přichází i o syna Raycha, který padne při obraně univerzity na vzbouřené planetě Santanni. Raychova manželka a mladší dcera zmizí v chaosu při opouštění planety. Jediný, kdo mu zůstává, je Wanda, které mu pomůže vybudovat Druhou Nadaci. Konec příběhu se prolíná se začátkem knihy Nadace (vypovězením Nadace a encyklopedistů z Trantoru na Terminus) a končí osamělou smrtí Hariho Seldona.

## Poznámka
- na straně 84 (vydání AND Classic, 1995) je chyba v překladu. Hari Seldon se ptá zahradníka Mandella Grubera, zda lituje všech 40 bilionů Trantořanů.[2] Správný údaj je 40 miliard, toto číslo o počtu obyvatel hlavní planety Galaktické říše Trantoru lze nalézt v dalších knihách Nadace (nehledě na fakt, že 40 bilionů – 40 000 000 000 000 obyvatel na planetě s povrchem 194 000 000 km² (= 0,38 zemského povrchu) je nepředstavitelné číslo, představuje hustotu zalidnění 206 186 obyvatel na km²). Chyba vznikla opominutím dvou rozdílných systémů pojmenování vysokých čísel v desítkové soustavě, tzv. krátké a dlouhé škály. Stejná chyba se opakuje i na stránkách 108, 111, 130 a 324.

## Ohlasy na knihu
- "IMPOZANTNÍ PROJEKT... Není nikdo, kdo by mohl předčit Asimovovu dokonalou šíři vědění a čistoty vize." - The Magazine of Fantasy & Science Fiction [3]
- "Příhodný závěr pozoruhodné kariéry." - St. Louis Post - Dispatch [3]
- "Isaac Asimov znamenal pro science-fiction tolik jako Beatles pro rockovou hudbu: nevynalezl formu, ale změnil ji navždy a k lepšímu... Jeho nejnovější a poslední kniha je úžasným epitafem... a zatraceně dobrým čtením." - Daily News, New York [3]
- "(A zrodí se Nadace) tvoří základní kámen klenby Nadace... Její stoupenci ji uvítají." - The Daily Telegraph, Londýn [3]
- "Řada Nadací okouzlovala čtenáře po více než čtyřicet let a toto dílo je dramatickým vyvrcholením." - Chicago Tribune [4]